# ドゥシャン・マカヴェイエフ
ドゥシャン・マカヴェイエフ（Dusan Makavejev, 1932年10月23日 - 2019年1月25日）は旧ユーゴスラビア（現セルビア共和国）出身の映画監督、脚本家。政治的な風刺と性的表現を交錯させる前衛的な作風で知られる。

## 来歴
1932年10月、旧ユーゴスラビアのベオグラードで生まれる。ベオグラード大学で心理学を学び、つづいてベオグラード総合芸術アカデミーに進んだ。当時のユーゴスラビアは一般市民がアマチュア映画を撮る映画クラブ活動がさかんで、マカヴェイエフもそうしたクラブに所属して多くの実験映画を製作した。そこで製作した『アントニーの割れた鏡』（1957）が注目され、アカデミー終了後に大手映画会社のザグレブ・フィルム社に入社。兵役をはさんでいくつかの作品を手がけるが、大半が短編かドキュメンタリーで、長編映画としては1966年『人間は鳥ではない』が第一作である。

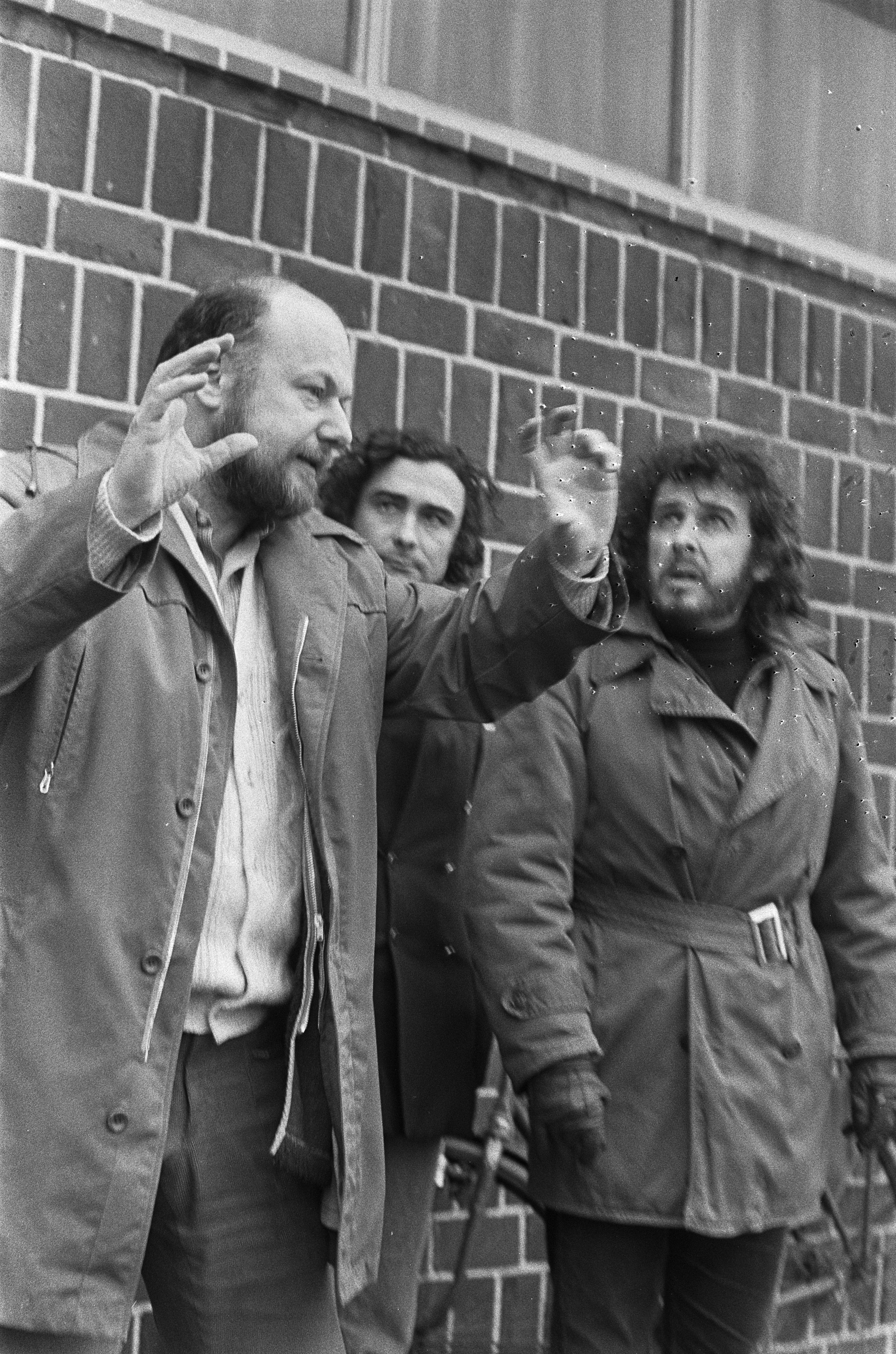
1974年、撮影現場のマカヴェイエフ監督（左端）

### 東欧映画を代表する作家に
翌1967年に製作した二作目『愛の調書、又は電話交換手失踪事件』は、ロシア映画やフランスのヌーヴェル・ヴァーグから学んだ巧みな撮影技法にくわえて、エロティックな描写に政治的な風刺をひそませる物語が国際的に注目された。この作品でマカヴィエフは旧東欧で急速に成長しつつあった映画産業を代表する監督とみなされるようになり、またとくにアメリカでは冷戦下のユーゴスラビアで果敢にソ連批判を行う映画作家ととらえられて、翌1968年にはフォード財団からの資金援助を受けてアメリカに滞在している。
『保護なき純潔』（1968）は風刺性をさらに強めた作品で、1942年のナチス・ドイツ占領下で公開禁止となったセルビア初のトーキー映画の断片に、この映画の出演者へのインタビューや廃墟となったセルビアの町並みの資料映像などを交錯させるコラージュ的な手法が駆使される。この作品は国際的に高く評価され、第18回ベルリン国際映画祭で銀熊賞 (審査員グランプリ)を受賞している。1970年には第20回ベルリン国際映画祭で審査員を務めた。

### 先鋭化する性描写
コラージュ的な手法と政治批判は『WR:オルガニズムの神秘』(1971) でさらに先鋭化する。作品は、オーストリアの性科学者ウィルヘルム・ライヒ役の俳優を狂言回しとして進行する。ライヒは性の解放が社会の改革をもたらすと唱えてナチスに迫害された異端の学者だが、映画では彼の架空の講義にあわせて、オーガズムを味わう女性や性的マッサージの場面がつぎつぎに描かれ、そこにソ連のプロパガンダ映画がはさみこまれるのである。
スターリンがおごそかに行う国家式典と男女の愛撫シーンとを等価にあつかう物語は、当時欧米で大きな潮流となっていた実験映画の最先端としても注目されたが、同時にソ連に対する痛烈な政治批判になっていると受け止められ、この映画が上映されたカンヌ映画祭では観客から熱狂的な支持を集めている。
しかしこの作品は母国ユーゴスラビアで上映禁止となり、さまざまに圧力が強まるなかマカヴェイエフはまずフランス、ついでアメリカに渡り、以後は実質的な政治亡命の状態で作品を作り続ける。
次作『スウィート・ムービー』（1974）では、それまでの露骨な性的表現にグロテスクなユーモアが加味されるようになり、大量の砂糖にまみれながら交わる男女、溶けたチョコレートを満たしたバスタブで肢体をさらけだす女性といったシーンが繰り返し描かれる。そこへ廃墟となった第二次大戦時のベオグラードの町並みや、戦火に倒れた市民の遺体の映像が織り交ぜられる。この作品は食・性・死の交感関係を描いているとも評され、アメリカでカルト映画として若者から支持を集めた。
以後は寡作で、『デンマークの少女は全てを見せる』（1996）が最後の作品となった。1981年の『モンテネグロ』(スウェーデン制作)と1985年の『コカコーラ・キッド』(オーストラリア制作)でカンヌ国際映画祭のパルム・ドールにノミネートされている。
2019年1月25日にベオグラードにて死去、享年86。

## 主な作品
- 1966: Covek nije tica (Man Is Not a Bird)『人間は鳥ではない』
- 1967: Ljubavni Slučaj, tragedija sluzbenice PTT (Love Affair; Switch- board Operator; An Affair of the Heart) 『愛の調書、又は電話交換手失踪事件』
- 1968: Nevinost bez zaśtite (Innocence Unprotected) 『保護なき純潔』
- 1971: WR—Misterije organizma (WR—Mysteries of the Organism) 『WR:オルガニズムの神秘』
- 1974: Sweet Movie『スウィート・ムービー』
- 1981: Montenegro (Or Pigs and Pearls) 『モンテネグロ』
- 1985; The Coca-Cola Kid 『コカコーラ・キッド』
- 1989: Manifesto (For a Night of Love) 『マニフェスト』
- 1993: The Gorilla Bathes at Noon 『ゴリラは真昼、入浴す。』
- 1995: A Hole in the Soul
- 1996: Danske piger viser alt (Danish Girls Show Everything)

## 関連文献
- Bingham, Adam (2011) Directory of World Cinema: East Europe, Bristol: Intellect.
- Goulding, Daniel J. ed. (1994) Five filmmakers : Tarkovsky, Forman, Polanski, Szabó, Makavejev, Bloomington: Indiana University Press.
- Jelača, Dijana (2016) Dislocated screen memory : narrating trauma in Post-Yugoslav cinema, New York: Palgrave Macmillan.
- Mortimer, Lorraine (2009) Terror and joy : the films of Dušan Makavejev, Minneapolis: University of Minnesota Press.
- Schober, Anna (2013) The Cinema Makers : Public Life and the Exhibition of Difference in South-Eastern and Central Europe Since the 1960s, Bristol : Intellect, 2013.
- Šuber, Daniel and Slobodan Karamanić ed. (2012) Retracing images : visual culture after Yugoslavia, BRILL.